# Pat Morita
Noriyuki "Pat" Morita (født 28. juni 1932, død 24. november 2005) var en japansk-amerikansk stand-up komiker samt en film- og tv-skuespiller, der var kendt for at spille rollen som Matsuo "Arnold" Takahashi på Happy Days (1975-1983) og Mr. Kesuke Miyagi i The Karate Kid-filmserien, som han blev nomineret til en Oscar for bedste mandlige birolle for i 1985. Yderligere bemærkelsesværdige roller omfatter kejseren af Kina i Disney animationsfilmen Mulan (1998) og Ah Chew i Sanford and Son (1974-1976).
Morita var hovedrolleindehaver i tv-serierne Mr. T and Tina (1976) og Ohara (1987-1988), et politi-tematisk drama. Begge skrev historie for at være blandt de få tv-serier med en asiatisk-amerikansk hovedrolle. Begge serier blev sendt på ABC, men var kortvarige.